# Xanthopimpla guptai
Xanthopimpla guptai är en stekelart som beskrevs av Henry Keith Townes, Jr. och Chiu 1970. Xanthopimpla guptai ingår i släktet Xanthopimpla och familjen brokparasitsteklar. Utöver nominatformen finns också underarten X. g. maculibasis.